# Alê
Alexandre Luiz Fernandes est un footballeur brésilien né le 21 janvier 1986. Il joue actuellement au poste de milieu défensif au Rio Claro Futebol Clube depuis le 29 octobre 2014.